# Тю
Тю (также Шам; в Лаосе Сам) — река в Лаосе и Вьетнаме. Длина — 325 км. Площадь водосборного бассейна — 7580 км².
Истоки Тю находятся в северо-восточной части Лаоса, в провинции Хуапхан. Впадает в реку Ма справа.
Протяжённость по Лаосу — 165 км, по Вьетнаму — 160 км. На реке находятся вьетнамские города Тхыонгсуан, Ламшон, Тхосуан, Ванха (все — провинция Тханьхоа).
Один из крупнейших притоков — река Канг.